# Jan Zamoyski (wojewoda kijowski)
Jan Zamoyski zwany Sobiepan, herbu Jelita (ur. 9 kwietnia 1627 w Zamościu, zm. 7 kwietnia 1665 tamże) – III Ordynat zamojski, wojewoda sandomierski od 1659, wojewoda kijowski od 1658, podczaszy wielki koronny w latach 1653–1658, krajczy wielki koronny od 1653, generał ziem podolskich od 1637, starosta kałuski i rostocki.

## Życiorys
Był elektorem Jana II Kazimierza Wazy z województwa krakowskiego w 1648 roku, podpisał jego pacta conventa.
Poseł sejmiku bełskiego na sejm zwyczajny 1652 roku, sejm 1655 roku.
W 1655 r., z nadejściem potopu szwedzkiego, w przeciwieństwie do większości szlachty, zachował wierność królowi Janowi Kazimierzowi. Był uczestnikiem konfederacji tyszowieckiej w 1655 roku. W 1656 r. dowodził skuteczną obroną Zamościa przed Szwedami. W czasie bitwy pod Warką w 1656 r. dowodził – freikompanią dragońską (chorągwią lekkiej jazdy) – 300 koni i chorągwią husarską – 137 koni.
3 marca 1658 poślubił w Warszawie Marię Kazimierę d’Arquien, późniejszą żonę króla Jana III Sobieskiego. Miał z nią czworo dzieci, wszystkie zmarłe w dzieciństwie:
- Ludwikę Marię (ur. kwiecień 1659 – zm. maj 1659),
- dziecko urodzone martwe (styczeń 1660),
- Katarzynę Barbarę (4/5 grudnia 1660 – grudzień 1662),
- córkę (ur. i zm. 1664).

Przydomek „Sobiepan” oznacza, iż Jan Zamoyski cenił sobie niezależność; nie znosił, gdy ktoś narzucał mu własną wolę czy zasady postępowania. Można powiedzieć, że był panem dla samego siebie. Przydomek ten rozpowszechnił Henryk Sienkiewicz w swoim Potopie, którego jednym z bohaterów jest Zamoyski. Prywatnie miał skłonności do nadużywania alkoholu i kobieciarstwa, uznawany był też za osobę bez poważniejszych ambicji politycznych, posiadał jednak ogromną fortunę oraz z powodzeniem dowodził na polu walki.
Pochowany został w krypcie kolegiaty zamojskiej.
Ponieważ Jan nie pozostawił żadnych męskich potomków, po jego śmierci wybuchła zażarta walka o prawo do wielkiej Ordynacji Zamojskiej. O przejęcie spuścizny po Zamoyskich walczyła wdowa po Janie, Maria Kazimiera d’Arquien, primo voto Zamoyska, secundo Sobieska, a także siostra zmarłego, Gryzelda z Zamoyskich Wiśniowiecka, która chciała przekazać ordynację swemu jedynemu synowi, późniejszemu królowi Michałowi Korybutowi. Początkowo dobra zajęła Gryzelda, a po jej śmierci Stanisław Koniecpolski (siostrzeniec Gryzeldy). Ostateczną jednak walkę wygrała młodsza linia Zamoyskich, której ordynację przekazano na mocy wyroku sejmowego w 1676. IV ordynatem został Marcin Zamoyski, wojewoda lubelski, podskarbi wielki koronny.